# Comuna Havrîșivka, Mahdalînivka
Havrîșivka (în ucraineană Гавришівка) este o comună în raionul Mahdalînivka, regiunea Dnipropetrovsk, Ucraina, formată din satele Havrîșivka (reședința) și Novoproletarske.

## Demografie
Componența lingvistică a satului Havrîșivka
     Ucraineană (93,15%)
     Rusă (6,51%)
     Alte limbi (0,08%)
Conform recensământului din 2001, majoritatea populației satului Havrîșivka era vorbitoare de ucraineană (93,15%), existând în minoritate și vorbitori de rusă (6,51%).